# 田原村 (奈良県)
田原村（たわらむら）は奈良県北部、添上郡に属していた村。現在は奈良市の東部。

## 歴史
- 1889年（明治22年）4月1日 - 町村制の施行により、添上郡 茗荷村、此瀬村、杣ノ川村、長谷村、日笠村、中ノ庄村、誓多林村、横田村、大野村、矢田原村、和田村、南田原村、須山村、沓掛村、中貫村が合併し添上郡田原村が成立。
- 1957年（昭和32年）8月31日 - 山辺郡山添村の一部（大字水間・別所）を編入。
- 1957年（昭和32年）9月1日 - 柳生村、大柳生村、東里村、狭川村とともに奈良市へ編入される。同日田原村廃止。